# Estádio Nacional de Varsóvia
O Estádio Nacional de Varsóvia (pl: Stadion Narodowy w Warszawie) é um estádio de futebol na Polônia. É utilizado para jogos de futebol e é a 'casa' da Seleção Polonesa de Futebol.

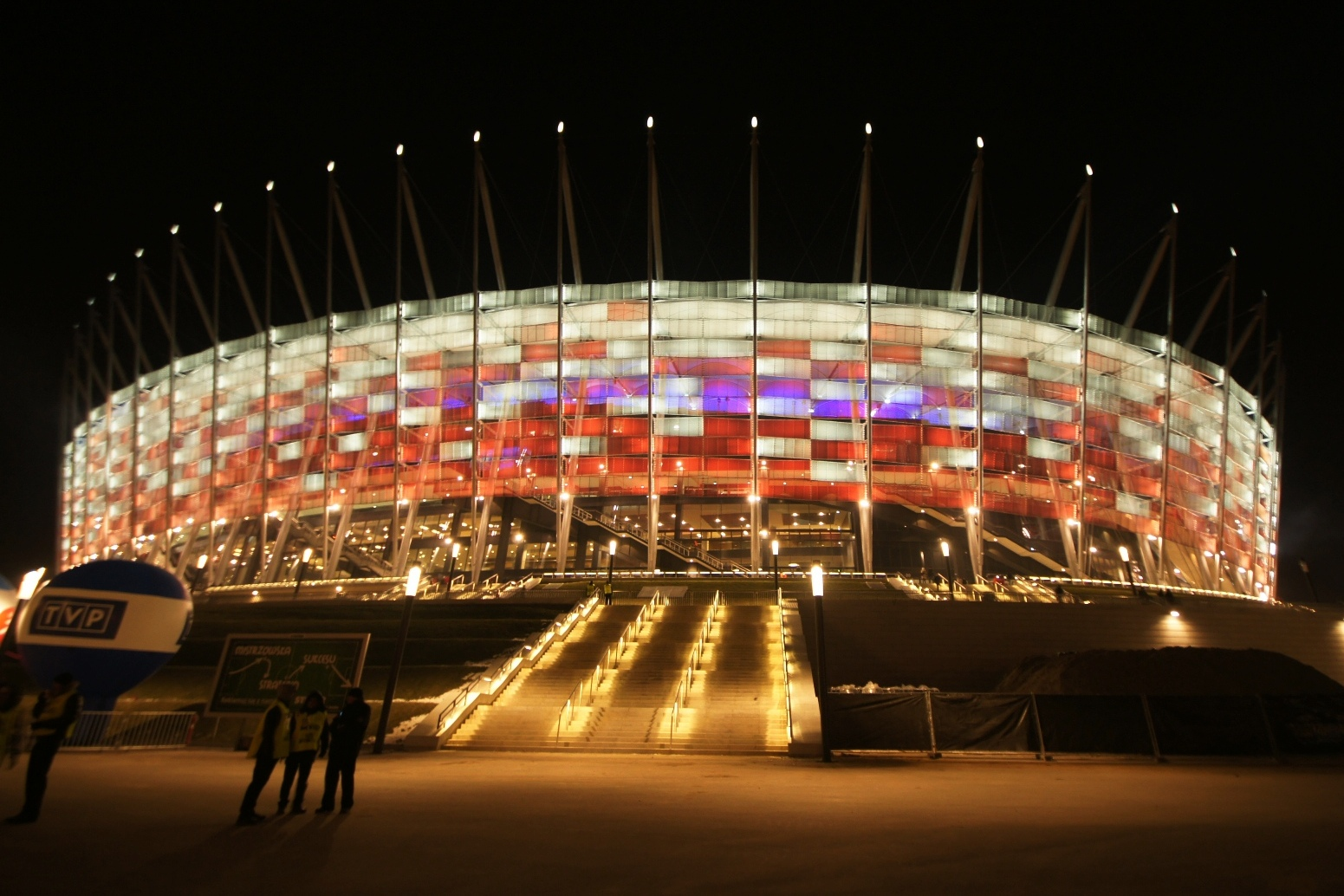
Estádio Nacional de Varsóvia

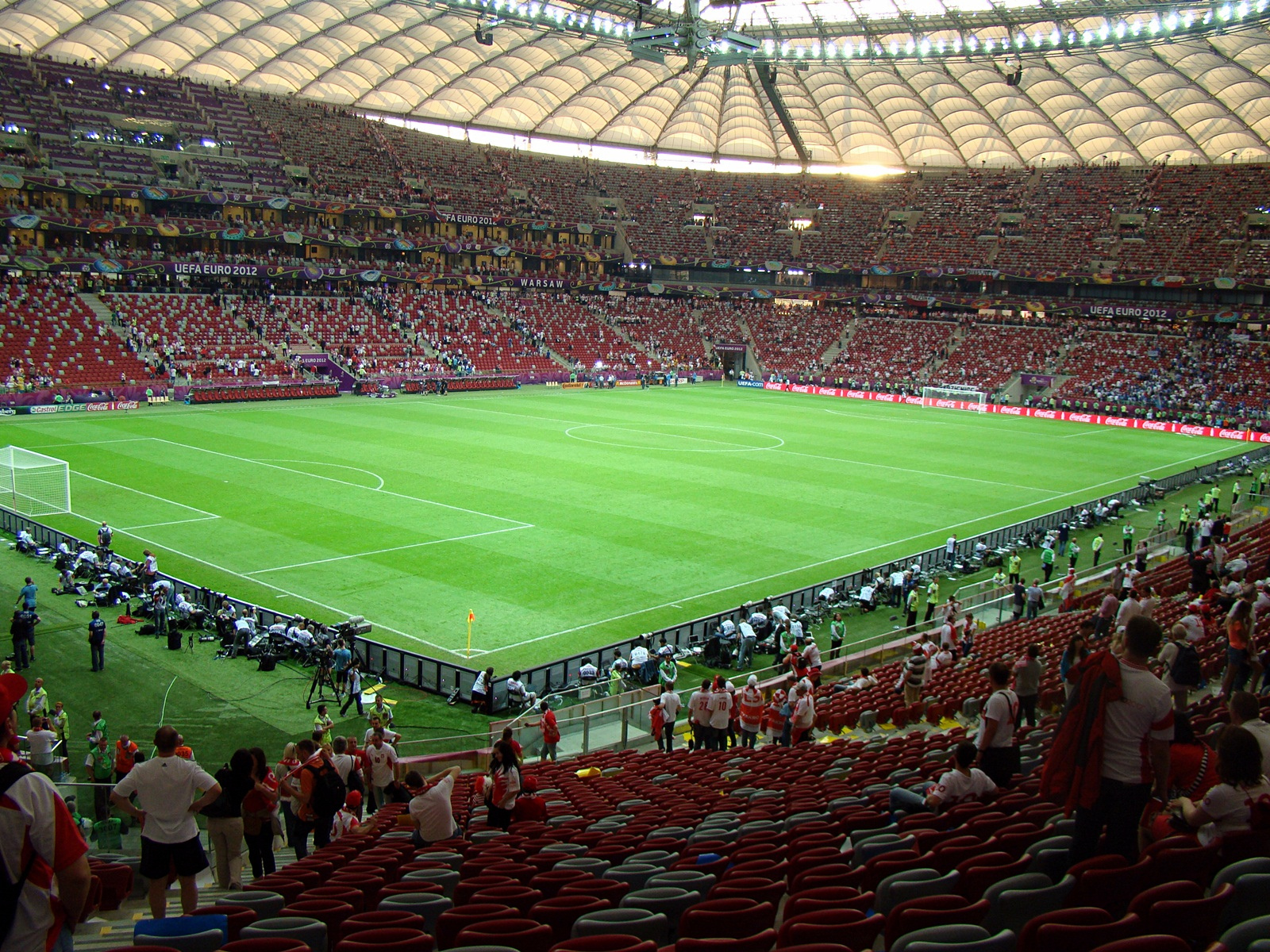
Estádio Nacional em Varsóvia - interior

O estádio tem uma capacidade de 58.580 lugares sentados, o que faz dele o maior palco de futebol na Polónia. A sua construção iniciou-se em 2008 e foi concluída em novembro de 2011. Encontra-se situado no local do antigo Estádio do 10º Aniversário (Stadion Dziesieciolecia), na Aleja Zieleniecka, na zona de Południe, perto do centro da capital polaca. O estádio está dotado de um teto retrátil único na sua espécie, feito em PVC e que se desdobra a partir de um ninho numa agulha suspensa sobre o centro do gramado. O teto retrátil é semelhante ao do Commerzbank-Arena em Frankfurt, Alemanha.
O estádio está equipado com um relvado aquecido, campo de treinos, iluminação da fachada, o já referido tecto retrátil e um parque de estacionamento subterrâneo. Funciona também como um espaço multiusos para organização não só de eventos desportivos, mas também de concertos, eventos culturais, conferências e eventos comerciais e gastronómicos. 
A inauguração oficial teve lugar a 19 de janeiro de 2012 mas o primeiro jogo de futebol apenas foi disputado a 29 de fevereiro do mesmo ano. Disputado entre as Seleções da Polônia e de Portugal, o encontro acabou com um empate, 0-0.
O estádio recebeu a final da Liga Europa da UEFA na temporada de 2014-15

## Eurocopa 2012
Recebeu cinco partidas da Eurocopa 2012, inclusive o jogo de abertura entre Polônia e Grécia.
| Data        | 1ª equipe | Placar | 2ª equipe | Fase             | Público |
| ----------- | --------- | ------ | --------- | ---------------- | ------- |
| 8 de junho  | Polónia   | 1–1    | Grécia    | Grupo A          | 56,070  |
| 12 de junho | Polónia   | 1–1    | Rússia    | Grupo A          | 55,920  |
| 16 de junho | Grécia    | 1–0    | Rússia    | Grupo A          | 55,614  |
| 21 de junho | Tchéquia  | 0–1    | Portugal  | Quartas-de-final | 55,590  |
| 28 de junho | Alemanha  | 1–2    | Itália    | Semifinal        | 55,540  |

## SuperFinalLiga Polaca de Futebol Americano
| Data                | SuperFinal | Campeão         | Vice-campeão  | Resultado |
| ------------------- | ---------- | --------------- | ------------- | --------- |
| 15 de julho de 2012 | VII        | Gdynia Seahawks | Warsaw Eagles | 52-37     |
| 14 de julho de 2013 | VIII       | Wrocław Giants  | Warsaw Eagles | 29-13     |